# Levenhagen
Levenhagen település Németországban, Mecklenburg-Elő-Pomeránia tartományban. Lakosainak száma 417 fő (2023. december 31.).

## Népesség
A település népességének változása:
| Lakosok száma | 416  | 418  | 409  | 414  | 417  |
|               | 2017 | 2019 | 2021 | 2022 | 2023 |